# Ивашин, Денис Евгеньевич
Денис Евгеньевич Ивашин (бел. Дзяніс Яўгенавіч Івашын; род. 6 июня 1979, Гродно, Белорусская ССР, СССР) — белорусский журналист, внештатный корреспондент газеты «Новы Час». В 2021 году задержан КГБ РБ, ему предъявлены обвинения в связи с профессиональной деятельностью по двум статьям Уголовного кодекса. Коллеги полагают, что причиной задержания стали его расследования о приёме бывших сотрудников украинского «Беркута» в белорусские силовые структуры и их последующее участие в подавлении массовых протестов. В сентябре 2022 года был приговорён к 13 годам колонии.

## Биография
Учился в гродненской школе № 15 с углубленным изучением немецкого языка. В 2014 году участвовал в украинском Евромайдане, в том же году присоединился к украинскому расследовательскому интернет-проекту «ИнформНапалм», стал редактором-волонтёром его белорусской версии. В 2018 году — внештатный корреспондент белорусской газеты «Новы Час». Основные публикации посвящены зарубежному влиянию России, коммерческой застройке возле урочища Куропаты под Минском (место массовых расстрелов в годы Большого террора в СССР) и трудоустройстве бывших сотрудников украинского подразделения «Беркут» в белорусских силовых структурах. В 2017 году был осуждён на 5 суток ареста за журналистское освещение акции на День Воли. В 2018 году бизнесмен Аркадий Израилевич, построивший ресторан возле Куропат, подал в суд на газету «Новы Час» и Ивашина. Суд не удовлетворил иск Израилевича.
12 марта 2021 года Ивашин был задержан в Гродно сотрудниками Комитета государственной безопасности Республики Беларусь. В его доме, а также в домах матери и бабушки также были проведены обыски. Жена Дениса обратила внимание, что чекистов особенно интересовали все предметы, связанные с Украиной. Задержание состоялось почти сразу же после публикации нового расследования о бывших сотрудниках украинского «Беркута», которые бежали из Украины и начали работать в белорусских силовых структурах. За день до задержания он давал интервью «Настоящему времени», в котором рассказывал о результатах расследования. Ивашин установил, что более десяти «беркутовцев» служат в белорусском ОМОНе как рядовые бойцы, прапорщики и офицеры. Ивашин заявил, что во всех этих случаях приём в белорусское гражданство и назначение в органы МВД происходило с нарушением действующего законодательства. По его информации, бывшие «беркутовцы» участвовали в подавлении массовых протестов в 2020 году и в том числе выступали как свидетели обвинения на судах над активистами. Ивашин подчёркивал, что его расследование было проведено с использованием открытых источников.
Первоначально Ивашину предъявили обвинение по статье 365 Уголовного кодекса («Вмешательство в деятельность сотрудника органов внутренних дел»). 30 октября 2021 года стало известно, что Ивашину предъявлено обвинение по другой статье Уголовного кодекса — «Измена государству» (статья 356, ч. 1). По состоянию на ноябрь 2021 ода содержится в тюрьме № 1 в Гродно. С марта по ноябрь 2021 года Ивашин пять раз побывал в тюремном карцере, где провёл в общей сложности 30 дней. По утверждению жены, во время второго пребывания в карцере у него случился сердечный приступ. Родные и близкие утверждают, что Дениса ограничивают в праве на переписку. Адвокат Дениса находится под подпиской о неразглашении и не может сообщать информацию о ходе предварительного следствия.
24 марта 2021 года 8 белорусских правозащитных организаций признали Ивашина политическим заключённым и потребовали его освобождения.
14 сентября 2022 года гродненский суд приговорил Дениса Ивашина к 13 годам и одному месяцу колонии.